# Sanktuarium Najświętszej Maryi Panny Saletyńskiej w Ostrowcu Świętokrzyskim
Sanktuarium Najświętszej Maryi Panny Saletyńskiej w Ostrowcu Świętokrzyskim – kościół parafialny pw. Najświętszej Maryi Panny Saletyńskiej znajdujący się na osiedlu Piaski Henryków w północno-zachodniej części Ostrowca Świętokrzyskiego.

## Historia
W 1936 roku ks. kanonik Tadeusz Szubstarski, proboszcz parafii św. Michała Archanioła, podjął pierwsze próby realizacji idei zbudowania kościoła na Piaskach. Dwa lata później zakupiono od Macierzy Szkolnej plac u zbiegu ulic Sienkiewicza i Trzeciaków. 2 lipca 1938 roku ruszyły prace budowlane, przy finansowej pomocy inż. Mieczysława Iwaszkiewicza, dyrektora huty Klimkiewiczów. Jeszcze tego samego roku, 2 października, biskup Jan Kanty Lorek poświęcił fundamenty absydy świątyni. Budowę przerwał wybuch II wojny światowej. W czasie okupacji wzniesiono kaplicę pw. Matki Boskiej Satetyńskiej, którą 15 listopada 1942 roku poświęcił ks. kanonik Tadeusz Szubstarski.
Pierwszy proboszcz, ks. Izydor Papier, wykończył kaplicę i zbudował drewnianą plebanię. Kolejny proboszcz, ks. Jan Bania, mimo przeszkód ze strony władz komunistycznych, zakończył budowę tzw. dolnego kościoła, który został poświęcony 23 listopada 1960 roku przez ks. bp ordynariusza Jana Kantego Lorka, przy udziale ks. bp pomocniczego Piotra Gołębiowskiego. W latach 1963–1967, w czasie pełnienia funkcji proboszcza przez ks. Józefa Giżyckiego, wykończono dwa boczne ołtarze. Zezwolenie na kontynuowanie budowy starał się uzyskać ks. Stanisław Maliński, który przygotował projekty tzw. kościoła górnego. Po śmierci ks. Malińskiego jego dzieło kontynuował ks. Bogusław Piątek. Dzięki jego zabiegom zbudowano w latach 1979–1984 tzw. kościół górny według projektu inż. Stanisława Preussa.
W trakcie posługi ks. Stefana Wilka (1992–2005) założono witraże, ułożono marmurową posadzkę, przebudowano prezbiterium (tabernakulum, chrzcielnica), wykonano artystyczny wystrój kaplicy MB Saletyńskiej, wykonano konfesjonały, ławki, rzeźby (wizerunek  ukrzyżowanego Jezusa 4,5 m wysokości, MB Saletyńskiej Płaczącej w kaplicy i Drogę Krzyżową w głębokiej rzeźbie). Obecny proboszcz, ks. prałat mgr lic. Zbigniew Wiatrek, kontynuuje prace wykończeniowe w kościele. Jego staraniem wyremontowano dach, ocieplono i wytynkowano ściany, a wewnątrz powstały malowidła ścienne.
17 października 2010 roku dokonano, pod przewodnictwem biskupa sandomierskiego Krzysztofa Nitkiewicza, uroczystego wprowadzenia do kościoła relikwii błogosławionego księdza Jerzego Popiełuszki.
18 września 2011 roku, dokładnie 75 lat od zapoczątkowania idei powstania parafii na Piaskach, biskup Krzysztof Nitkiewicz dokonał konsekracji kościoła. W trakcie uroczystości biskup poświęcił świątynię, namaścił ołtarz i mury kościoła olejem krzyżma. Następnie biskup na mocy dekretu podniósł kościół do godności Diecezjalnego Sanktuarium Matki Bożej Saletyńskiej i mianował proboszcza księdza prałata Zbigniewa Wiatrka jego kustoszem.
W dniach od 26 listopada 2011 roku  do 2 grudnia 2011 roku w sanktuarium miała miejsce peregrynacja obrazu Matki Bożej z Guadelupe.
2 kwietnia 2012 roku, w pierwszą rocznicę beatyfikacji bł. Jana Pawła II do sanktuarium została wprowadzona relikwia błogosławionego papieża Polaka, którą stanowi odrobina krwi. Relikwię wnieśli do kościoła Rycerze Kolumba zgromadzeni w ostrowieckiej radzie lokalnej nr 15142 im. Matki Bożej Saletyńskiej.

## Otoczenie
Obok kościoła znajduje się plebania, zbudowana wraz z tzw. kościołem górnym staraniem ks. Bogusława Piątka. Wiele uwagi jej wykończeniu i doprowadzeniu do stanu pełnej używalności poświęcił ks. infułat Roman Chwałek.
Przy bramie głównej znajduje się Wzgórze Saletyńskie, na którym umieszczono figury Matki Bożej Płaczącej oraz pastuszków Melanii Calvat i Maksymina Giraud. Wzgórze zawierające ziemię z sanktuarium w La Salette zostało poświęcone w czasie uroczystości odpustowych przez biskupa sandomierskiego Andrzeja Dzięgę 19 września 2006 roku.
Od strony ul. Piaski zlokalizowane są Golgota Saletyńska i kapliczka Matki Bożej z La Salette.